# 萬勝寺 (恵那市)
萬勝寺（まんしょうじ）は、岐阜県恵那市山岡町馬場山田飯高にある臨済宗妙心寺派の寺院。山号は飯高山。
厄除けの飯高観音として知られる。

## 歴史
平安時代の初期、慈覚大師により創建され、本尊の十一面観音菩薩は慈覚大師の作と伝わる。
元は天台宗で、飯高山 満昌寺と称し、七堂伽藍の他、山内寺院（不動院、孤月坊、大聖坊、般若坊、尊勝寺、内光寺、苦別堂、白山大権現、その他として田沢村に山中薬師という寺に4箇寺があり）合計十二ケ寺があったといわれている。
中世には385石の寺領を持ち栄華を誇った。
建久6年(1195年)飯高寺で経典を写経した古文孝経が、愛知県豊田市の猿投神社に存在しており、
「建久六年乙卯四月廿六、美州遠山之庄飯高寺書写了」という奥書がある。この飯高寺とは、現在の萬勝寺を指すとされる。
戦国時代末期に明知遠山氏の遠山利景は出家し満昌寺の僧侶となって自休と称していたが、兄二人が武田勢との戦で戦死したため還俗し明知遠山氏の武将となり徳川側について武田勢と戦った。
天正2年(1574年)に満昌寺は武田勝頼による東濃侵攻時の兵火により焼失した。そのため過去の詳細な記録は不明となっている。
江戸時代になり江戸幕府の旗本(交代寄合)となった遠山利景は寺の焼け跡の荒廃を嘆いて明知遠山氏の菩提寺である龍護寺を開山した椽室宗採に再興を依頼した。
椽室宗採は、この地の有力者であった、寺下の後藤新右衛門、関屋の春日井総右衛門、そして櫻井某の助力を得て、遠山利景が亡くなった翌年の元和2年（1616年）に、厄除けの千手観音菩薩は、そのままとし、新たに十一面観音菩薩を本尊として、臨済宗に改宗し、寺名を妙法山 萬勝寺に改めて再興を果たした。
しかし当時は檀家が二十軒程度にすぎず、寺格も低く平僧地であった。龍護寺の末寺であるため、住職の多くは龍護寺から入ったが、杉平村の安住寺の隠居和尚が入ったこともあった。
寛永14年（1637年）の記録によれば、満昌寺のころの規模については、以下のとおりであった。
文政年間（1818年 - 1831年）、烏道就和尚の代に法地に格上げされ、文政12年（1829年）、宗活首座の代に名古屋の鋳工の水野太郎右エ門によって梵鐘が鋳造された。
萬勝寺のある飯高は、一旦は旗本明知遠山氏の領地と決まったが、岩村城に程近いため岩村藩と領有を巡って争いとなった。そのため一旦江戸幕府が預かった後に尾張藩に渡されて380石で明治に至った。
寺地は恵那市指定の名勝で、近くに悲しい伝説を持つ「機子ヶ池」や、武田勢が釣鐘を投げ入れたという「底無しの池」などがあり、西へ少し離れた仁王門跡には、元の位置ではないが礎石も残っており、桜の馬場の名残を留める桜樹や枝垂柿も恵那市の天然記念物に指定されている。
中世以前と思われる経塚も史跡に指定され、近世の一石一字の経塚も観音堂脇にある。
昭和16年（1941年）、本堂はじめとする多くが失火により焼失。しかし本尊の十一面観音菩薩像をはじめとする各仏像に被害は無く、太平洋戦争後に檀信徒の尽力により本堂、観音堂、庫裏が建設された。
平成元年（1989年）に山門と鐘楼が再建され、平成4年（1992年）には本堂が再建され、妙法山であった山号を飯高山に改号した。
平成13年（2001年）、厄除観音として知られる千手観音菩薩像を安置する新観音堂が落成した。十七年毎に一度、御開帳が行われる。
恵那地方では厄除の飯高観音として知られており、初詣や縁日(毎月17日)には多くの参拝者が訪れている。

## 境内

### 茶室 園月
宝永年間（1704年 - 1711年）に、岩村藩主松平乗紀が岩村城藩主邸の敷地内に建てたと伝わる茶室。
明治維新の廃城後4回に渡り所有者が変ったが、平成17年（2005年）3月、貴重な郷里の文化財の流出を憂えた旧岩村町出身の茶道家の尽力によって境内に移築された。
藩校知新館を創立した文化人であった松平乗紀の愛でた文人趣味の茶室は、内外とも300年前の姿をほぼそのままに、庭木・庭石に至るまで岩村城ゆかりの優雅な佇まいが復元されている。

### 機子ヶ池（弁財天池）
昔、機織がとても得意な美しい娘が、鷹狩で当地を訪れた殿様に見初めて側室に迎えられようとしたが、娘は固く固辞したため、殿様は面目を潰され、一族に重罪を科すと命じた。そのため娘は思い余って境内の池に身を投げた。その後、夜になると池の中から機を織る音が聞こえてきたため、「機子ヶ池」と呼ばれるようになったと伝わる。

### 飯高経塚
中世に造成されたと考えられるが、過去に盗掘され埋蔵品の殆どが持ち去られたが、警察の手によって盗掘された物の殆どが回収され再び元の位置に埋め戻された。刀や鏡があったと言われている。

### 五輪塔
北山の五輪墓地には、中世の僧を葬ったと考えられる五輪塔が二十数基あったが、太平洋戦争後に何者かによって盗掘され、埋葬品および副葬品の多くが持ち去られた。残っていた五輪塔は現在萬勝寺の境内に移され、埋葬の骨壺の破片などは、山岡町郷土資料館に移された。この骨壺は古瀬戸様式の瓷器、灰釉陶器、南北朝時代頃に常滑焼で多く作られた壺などである。

## 文化財

### 市指定
- 飯高観音(名勝)

## 周辺
- 爪切地蔵
- 盛久寺 (恵那市)

## 関連寺院
- 龍護寺 (恵那市)